# Železniční trať Františkovy Lázně – Bad Brambach
Železniční trať Františkovy Lázně – Plesná st. hr. – Bad Brambach (v jízdním řádu pro cestující označená číslem 147) je jednokolejná celostátní železniční trať vedoucí ze západních Čech do Saska, část tratě Plauen–Cheb. Provoz na trati byl zahájen v roce 1865. V roce 1880 byla trať zdvojkolejněna, ovšem v roce 1962 byla druhá kolej snesena. Úsek Františkovy Lázně – Vojtanov je od roku 1983 elektrizován. Zajímavostí je, že trať celkem pětkrát překonává česko-německou hranici, a tuto hranici ještě dvakrát překonává navazující úsek z Bad Brambach.

## Železniční stanice a zastávky
| km | Stanice           | Zázemí           | Foto |
| -- | ----------------- | ---------------- | ---- |
| 0  | Františkovy Lázně | nádraží          |      |
| 5  | Žírovice-Seníky   | zastávka (dřevo) |      |
| 8  | Vojtanov          | nádraží          |      |
| 14 | Plesná            | zastávka (beton) |      |
| 18 | Bad Brambach      | nádraží          |      |

## Navazující tratě

### Františkovy Lázně
- Trať 148 Cheb / Tršnice - Františkovy Lázně – Aš Aš st. Hr. (Selb DB) / Hranice v Čechách